# 阿波罗10号
阿波罗10号（Apollo 10）是阿波罗计划中第四次载人飞行任务。本次任务是第二次环绕月球的载人任务，首次将登月舱带入月球轨道进行测试。在测试中，登月舱离月球表面仅15.6千米。截止2001年（2001年吉尼斯世界纪录大全），阿波罗10号在1969年5月26日从月球返回地球途中创造了载人航天器的飞行速度记录：39,897千米/小时（11.08千米/秒）。阿波罗10号也是人类航天史上第一个从太空发回彩色现场录像的任务。

## 任务成员
- 托马斯·斯塔福德（Thomas Stafford，曾执行双子星座6A号、双子星座9A号、阿波罗10号以及阿波罗-联盟测试计划任务），指令长
- 约翰·杨（John Young，曾执行双子星座3号、双子星座10号、阿波罗10号、阿波罗16号、以及任务），指令舱驾驶员
- 尤金·塞尔南（Eugene Cernan，曾执行双子星座9A号、阿波罗10号以及阿波罗17号任务），登月舱驾驶员

### 替补成员
- 戈尔登·库勃（Gordon Cooper，曾执行水星-擎天神9号以及双子星座5号任务），指揮官
- 唐·埃斯利（Donn Eisele，曾执行阿波罗7号任务），指揮舱驾驶员
- 艾德加·米切尔（Edgar Mitchell，曾执行阿波罗14号任务），登月舱驾驶员

### 支持团队
- 查尔斯·杜克（Charles Duke，曾执行阿波罗16号任务）
- 约瑟夫·恩格（Joe Engle，曾执行以及任务）
- 詹姆斯·艾尔文（James Irwin，曾执行阿波罗15号任务）
- 杰克·洛斯马（Jack Lousma，曾执行天空实验室3号以及任务）

## 任务介绍

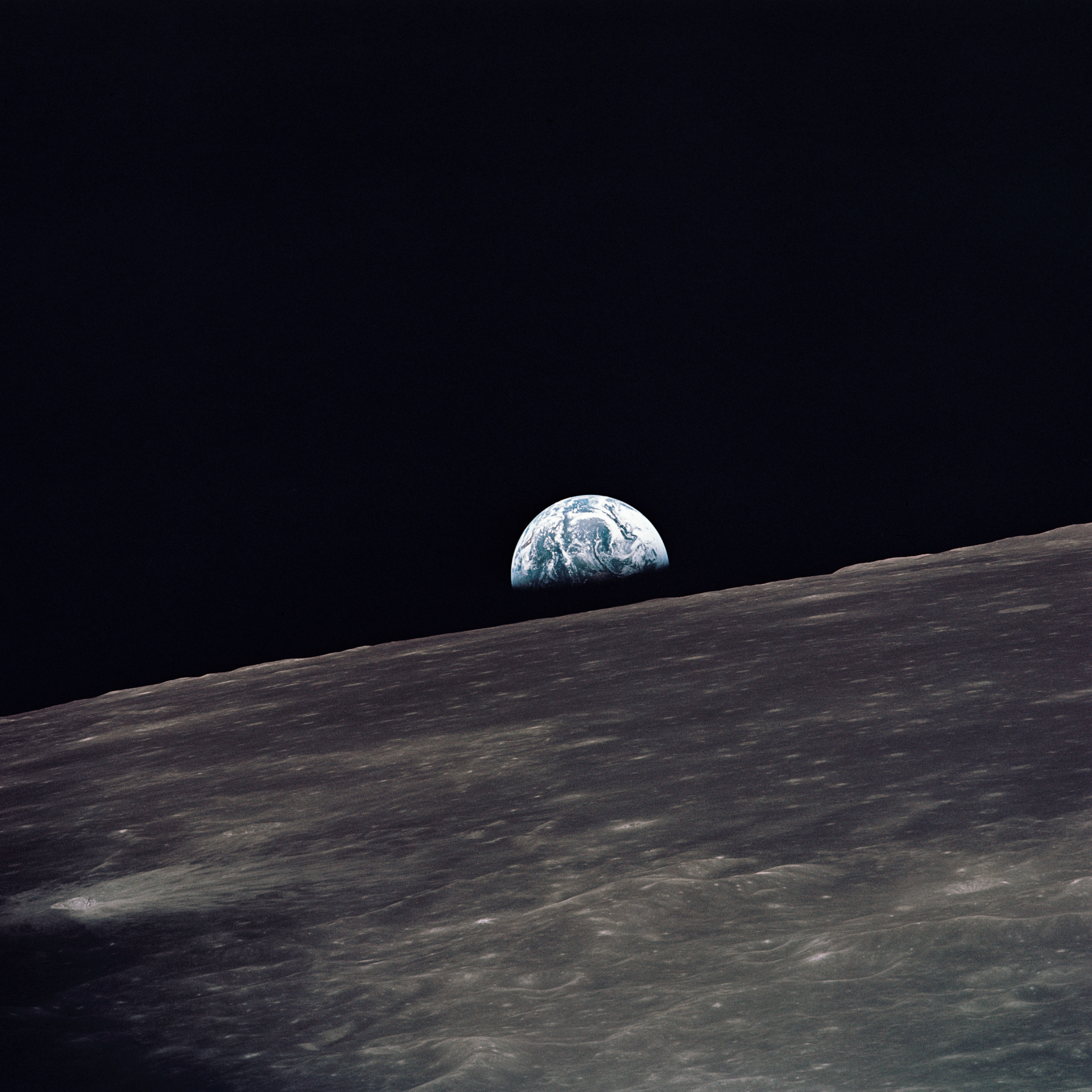
阿波罗10号所看到的“地出”（NASA）

阿波罗10号是人类首次带着一套完整的阿波罗航天器（阿波罗8号未携带登月舱）环绕月球，也可以称得上是登月最后的“彩排”（阿波罗11号两个月内成功登月）。斯塔福德和塞尔南操纵的登月舱离月球最近时仅15.6千米，除了最后的降落过程（阿波罗10号的登月舱并不能真正降落），阿波罗10号执行了真正的登月需要完成的一切步骤，从执行任务的宇航员到指挥中心的控制人员，都对登月的过程进行了一次演习。离开近地轨道后不久，指令/服务舱从農神5號的S-IVB子火箭分离，在转向后与S-IVB中的登月舱连接。月球转移轨道射入（TLI）将航天器射向月球。在进入月球轨道后，杨独自留在指令舱中环绕月球，斯塔福德和塞尔南测试了登月舱的雷达和起飞火箭，并检查了月表寧静海阿波罗11号计划中的登月点。在登月舱第二次绕月飞行时，宇航员通过爆炸螺栓抛弃了登月舱的降落部分。突然上半部开始迅速旋转，并带有急剧的前后颠簸。宇航员镇静之后，改用手动控制系统使其稳定。直到启动发动机使登月舱起飞部分与绕月飞行的指令舱会合时，登月舱仍在吱嘎乱响。经过紧急处理，登月舱总算顺利与指令舱会合。
阿波罗10号的指令艙目前在伦敦的科学博物馆展览。登月舱的起飞部分目前在环绕太阳，是阿波罗计划所使用的登月舱中唯一仍然完整的起飞部分（阿波罗5号、9号、13号的登月舱起飞部分在地球大气层中被烧光了；阿波罗11号的登月舱起飞部分留在了月球轨道，最终坠落在了月球表面；阿波罗12号、14号、15号、16号及17号的登月舱起飞部分都按计划坠落在了月球表面）。
阿波罗10号完成了所有测试航天器表现以及检查细节的飞行目标。

## 任务徽章
盾牌形的徽章上有一个明显的罗马数字X（10）被放在月球表面，用斯塔福德的话来说就是“显示我们曾留下的印记（to show that we had left our mark）”。指令舱从X的上半部分穿过，而指令舱的起飞部分则离月球飞得很近。背景中的地球清晰可见。浅蓝色的边缘上写有“（阿波罗）”以及3位宇航员的名字。徽章的最外层是一圈金色。